# Oscar Schwartau
Oscar Schwartau (ur. 17 maja 2006 w Sengeløse) – duński piłkarz grający na pozycji cofniętego napastnika w Norwich City.